# Evert Collier
Evert Collier lub Colyer (ochrz. 26 stycznia 1642 w Bredzie, poch. 9 września 1708 w Londynie) – holenderski malarz okresu baroku.

## Życiorys
W 1664 został przyjęty jako członek do gildii św. Łukasza w Haarlemie, a w latach 1673 to 1680 był członkiem tejże gildii w Lejdzie. Malował portrety oraz  martwe natury typu vanitas i trompe l’oeil.

## Wybrane dzieła
- Autoportret z martwa naturą wanitatywną (1684) – Honolulu, Academy of Art,
- Martwa natura – Haga, Mauritshuis,
- Trompe l’oeil (ok. 1699) – Londyn, Victoria and Albert Museum,
- Wnętrze pokoju – Wiedeń, Museum Liechtenstein,
- Wnętrze z mężczyzną i kobietą – Wiedeń, Museum Liechtenstein.